# Keep Your Head Down, Fritzie Boy
Keep Your Head Down, Fritzie Boy — пісня часів Першої світової війни, написана та створена Гітцем Райсом. Пісня була опублікована в 1918 році Leo. Feist, Inc., Нью-Йорк. На обкладинці зображено фотографію Гіца Райса та написано: «Натхненний відважним Томмі та написана у битві при Іпрі, 1915 рік».
Пісня була в топ-20 чартів з липня по жовтень 1918 року і досягла 11 місця в серпні. Були також записані кавери від Американського квартету, та Артура Філдса..
Ноти можна знайти у Прітцкерівському військовому музеї та бібліотеці.